# Distrito de Hoshiarpur
Hoshiarpur (en punyabí: ਹੁਸ਼ਿਆਰਪੁਰ ਜ਼ਿਲਾ) es un distrito de la India en el estado de Punyab. Código ISO: IN.PB.HO.
Comprende una superficie de 3310 km².
El centro administrativo es la ciudad de Hoshiarpur.

## Demografía
Según censo 2011 contaba con una población total de 1 582 793 habitantes, de los cuales 775.872 eran mujeres y 806.921 varones.